# Mordfall Junko Furuta
Der Mordfall Junko Furuta (japanisch 古田 順子 Furuta Junko) war ein Kriminalfall in den Jahren 1988 und 1989 in Japan. Junko Furuta war eine japanische Schülerin, die Opfer von Entführung, sexueller Gewalt und Folter wurde. Sie erlag am 4. Januar 1989 ihren schweren Verletzungen, die ihr während ihrer 44-tägigen Gefangenschaft zugefügt wurden. Der Leichnam der zum Tatzeitpunkt 17-jährigen Furuta wurde einbetoniert in einem Rollreifenfass aufgefunden.

## Das Opfer
Junko Furuta wurde am 18. Januar 1971 in Misato, Präfektur Saitama, Japan geboren. Sie lebte mit ihren Eltern und ihren zwei Brüdern zusammen. Sie besuchte die Yashio-Minami-Schule und arbeitete nebenbei in einem Teilzeitjob. Einer ihrer Klassenkameraden war Hiroshi Miyano, der später zum Haupttäter in ihrem Mordfall werden sollte. Als ein mögliches Motiv für seine späteren Taten wird angegeben, dass Furuta sein Werben um eine Liebesbeziehung, trotz seines Einflusses durch die Mitgliedschaft bei den Yakuza, zurückgewiesen habe.

## Geschichte

### Die Entführung
Am Abend des 25. November 1988 verließ Junko Furuta ihren Arbeitsplatz und fuhr mit dem Fahrrad nach Hause. Hiroshi Miyano und Shinji Minato entdeckten die Siebzehnjährige. Hiroshi Miyano befahl seinem Freund Minato, Junko Furuta von ihrem Fahrrad zu treten. Nachdem Minato dem Befehl nachgekommen war, floh er von dem Schauplatz.
Miyano präsentierte sich als Retter und bot Furuta an, sie nach Hause zu eskortieren. Furuta, die das Angebot annahm, wurde im Folgenden Opfer erster Vergewaltigungen, zunächst durch Hiroshi Miyano, später auch durch die anderen Haupttäter. Im Anschluss an die Serie sexuellen Missbrauchs wurde Furuta in ein Haus in Adachi, Tokio gebracht, welches im Besitz der Eltern Shinji Minatos war.
Furutas Eltern kontaktierten am 27. November 1988 die Polizei und informierten sie über das Verschwinden ihrer Tochter.
Die Entführer erfuhren von dem Beginn der polizeilichen Untersuchung und zwangen Furuta dazu, ihre Eltern telefonisch davon zu überzeugen, dass sie weggelaufen und bei einem Freund untergekommen sei. Außerdem sollte sie ihren Eltern von weiteren polizeilichen Nachforschungen abraten.
Zunächst wurde Furuta außerdem dazu gezwungen, sich in Anwesenheit der Eltern Minatos als Partnerin einer der Haupttäter auszugeben. Später wurde dies zwar als Lüge enttarnt, Minatos Eltern wendeten sich jedoch, aus Angst vor den Yakuza-Verbindungen der Jugendlichen, nicht an die Behörden.

### Missbrauch und Folter während der Gefangenschaft
Während der folgenden vierundvierzig Tage wurde Furuta Opfer schwerwiegender sexueller und körperlicher Gewalt.

### Tod Junko Furutas
Am 4. Januar 1989, nachdem er die Nacht davor eine Partie Mahjong gegen jemand anderen verloren hatte, beschloss Hiroshi Miyano, seinen Frust an Junko Furuta auszulassen. Die Täter steckten sie in Brand, schlugen sie und traten auf sie ein. Die körperlichen Misshandlungen zogen eine Welle von krampfartigen Anfällen nach sich. Junko Furuta verfiel in einen Schock und verstarb in den darauffolgenden Stunden.
Die Mörder steckten Furutas Leiche in ein Rollreifenfass und füllten es mit Beton. Das Fass lagerten sie in einer leeren Fabrikhalle.

## Der Prozess
Am 23. Januar 1989 wurden Hiroshi Miyano und Jō Ogura wegen der Vergewaltigung einer Frau verhaftet, die sie während Furutas Gefangenschaft entführt hatten. Miyano und Ogura nahmen an, dass die Ermittler auch den Mord an Furuta bereits entdeckt hätten und den beiden nachweisen könnten, und führten sie deshalb zu Furutas Leichnam. Da die Täter zum Tatzeitpunkt minderjährig waren, sicherte der Richter ihnen Anonymität zu. Die Zeitschrift Shūkan Bunshun veröffentlichte die Identitäten der Täter trotzdem.
Im Juli 1990 wurde Hiroshi Miyano, der als Anführer der Jugendlichen identifiziert wurde, zu einer siebzehnjährigen Freiheitsstrafe verurteilt, welche kurz darauf auf zwanzig Jahre im Hochsicherheitstrakt erhöht wurde. Jō Ogura erhielt ein Strafmaß von acht Jahren im Jugendgefängnis. Watanabe und Minato wurden zu fünf bis neun bzw. zu fünf bis sieben Jahren Freiheitsstrafe verurteilt.
Nach seiner Entlassung im August 1999 wurde Jō Ogura wegen schwerer Körperverletzung erneut zu sieben Jahren Gefängnis verurteilt.

## Nachwirkungen
Junko Furuta wurde am 2. April 1989 beigesetzt.
Die Freiheitsstrafen, die den Tätern auferlegt wurden, fanden ein großes Medienecho, da sie weithin als zu niedrig empfunden wurden. Sie stießen auf allgemeine Empörung. Die Eltern der Täter waren gezwungen, ihre Häuser zu verkaufen und eine Entschädigungssumme in Höhe von etwa 600.000 US-Dollar an die Familie Furuta zu zahlen.
Mehrere Täter wurden später erneut straffällig.